# Daniil Sobčenko
Danylo Jevhenovyč Sobčenko, detto Daniil (in ucraino Данило Євге́нович Собченко?, traslitterazione anglosassone Danylo Yevhenovych Sobchenko; Kiev, 13 aprile 1991 – Jaroslavl', 7 settembre 2011), è stato un hockeista su ghiaccio ucraino naturalizzato russo, scomparso nell'incidente aereo che ha coinvolto la Lokomotiv Jaroslavl', squadra della Kontinental Hockey League.

## Biografia
Il 7 settembre 2011 Sobčenko è rimasto ucciso in un incidente aereo che coinvolse tutta la squadra. L'aereo sul quale viaggiava era diretto a Minsk per giocare la prima partita della stagione, con tutto lo staff della squadra al completo. Nell'incidente perirono tutti i giocatori che facevano parte del roster principale più quattro giocatori del settore giovanile del Lokomotiv.

## Palmarès

### Nazionale
- Campionato mondiale di hockey su ghiaccio Under-20: 1

Stati Uniti 2011